# Poecilimon bifenestratus
Poecilimon bifenestratus is een rechtvleugelig insect uit de familie sabelsprinkhanen (Tettigoniidae). De wetenschappelijke naam van deze soort is voor het eerst geldig gepubliceerd in 1929 door Miram.